# Dagens dikt
Dagens dikt är ett program i  Sveriges Radio P1 (SR P1), som hade premiär den 1 februari 1937 och där en dikt om dagen läses. Mer än 24 000 olika dikter har lästs i programmet.
Dagens dikt är ett av Sveriges Radios äldsta program och varje dag har programmet runt 100 000 lyssnare. Programmet sänds varje dag efter Tolvslaget klockan 12. Om Tolvslaget räknas som ett eget program är det någon minut äldre än Dagens dikt. 
Nyhetsprogrammet Ekonyheterna, som vanligen sänds varje jämn timme i P1, sänds istället en halvtimme senare klockan 12:30.

## Historik
Den första dikten som lästes upp var Esaias Tegnérs "Det eviga" och den framfördes av skådespelaren Gabriel Alw när programmet premiärsändes 1 februari 1937. Skådespelaren Sissi Kaiser är en av dem som i många år framförde Dagens dikt i Sveriges Radio. Även skådespelaren Stina Ekblad har vana som inläsare av Dagens dikt. Under 2017 gjorde Dagens dikt besök på olika arbetsplatser.

### 80-årsjubileum
På dagen åttio år efter att det första programmet sändes framfördes en specialversion av Tegnérs dikt "Det eviga". Specialversionen skrevs av poeten och psykonalytikern Ulf Karl Olov Nilsson (UKON). "Även om dikten Tegnérs 'Det eviga' delvis är skriven som en kommentar till den tidens politiska situation har den onekligen blivit just evig. Varför? Ja, dels är den musikaliskt och rytmiskt synnerligen välgjord. Sedan sätter den ett moraliskt patos i verket som den som lyssnar noga inte glömmer", kommenterar Nilsson i ett pressmeddelande från P1.
P1 Kultur sände under jubileumsdagen även ett specialprogram om Dagens dikt.

## Innehåll och urval
År 2024 läses dagens dikt för första gången på det nationella minoritetsspråket meänkieli. Dikten Född utan språk, framförs av författaren Bengt Pohjanen. Nuvarande producent är Ann Lingebrandt producent.
Mellan åren 2014 till 2022 gjordes urvalen av redaktören tillika producenten Lena Birgersdotter, som också satt i kontrollrummet under inspelningarna och regisserade både författare och skådespelare. Det finns dock speciella tillfällen, som julafton och allhelgona då samma dikt alltid läses. Hjalmar Gullbergs "Ett barn är fött" läses om julafton och Erik Axel Karlfeldts "Vinterorgel" läses vid allhelgona. På alla hjärtans dag har man tematiska sändningar, likaså vid förintelsens minnesdag. Under Birgersdotters ledning vill man fokusera på samtida svensk poesi. Bland tidigare producenter kan Göran Sommardal nämnas, som inför programmets 75-årsjubileum redigerat antologin Dagens dikt 75 år som gavs ut på ellerströms. Även Johannes Ekman har stått för urvalet av dikter till radioprogrammet.
Sedan 1976 utses för varje månad en månadens diktare, något som innebär att en och samma poet läser sina egna dikter under en veckas tid.
Poeterna Karin Boye och Erik Johan Stagnelius hör till de mest lästa i programmet genom åren. Birgersdotter berättar att form och tematik har förändrats sedan programmet började sändas och att tidigare var det mer pompöst. Hon berättar även att den politiska dikten har kommit tillbaka och att ekopoesi (dikter om klimathotet) är en ny trend.

## Kritik
Kristoffer Leandoer, som är utsedd till månadens diktare för november 2017, menar att det märks att programformen är åttio år gammal. "Det är lite som en minihögmässa: med klockorna, texten och avslutningsmusiken. Det är som något slags ickekonfessionell andakt som ligger där i radio, mitt på dagen. Och då kan man känna att det är en massa former av poesi som inte får plats. Som inte inryms i det här centrallyriska, andaktsfulla perspektivet och som inte ryms mellan en och en halv och fyra minuter", säger han i en intervju med Sveriges Television. Men Leandoer anser samtidigt att programmet är "en fest för poesin" och att det borde finnas mer plats för radiopoesi i tablåerna.
Stina Ekblad anser däremot att Dagens dikt är "radions finaste och bästa program" och hon upplever att det är "alldeles underbart att varje dag få bli påmind om tillvarons poesi". Vidare anser hon att all typ av lyrik passar i formatet.

## Källförteckning
1. 1 2 3 4 5 6 7 8 9  Lundberg, Rebecca (1 februari 2017). ”Dagens dikt fyller åttio år”. Sveriges Television. http://www.svt.se/kultur/bok/dagens-dikt-fyller-attio-ar. Läst 3 februari 2017.
2. 1 2 3 4 5  ”http://radionytt.se/nyheter/dagens-dikt-blir-80-ar/”. Radionytt.se. 23 januari 2017. http://radionytt.se/nyheter/dagens-dikt-blir-80-ar/. Läst 3 februari 2017.
3. ↑  Nordegren & Epstein i P1 (13 januari 2016). ”Så platsar du i Dagens dikt”. Sveriges Radio. http://sverigesradio.se/sida/artikel.aspx?programid=4058&artikel=6344328. Läst 3 februari 2017.
4. ↑  "Maja Reichard, Amanda Lindholm, Kristian Luuk och Andres Lokko i Lantzkampen!", Lantzkampen, Sveriges Radio, 3 februari 2017. Åtkomst den 3 februari 2017.
5. ↑  ”Sveriges Radio”. http://sverigesradio.se/sida/artikel.aspx?programid=2031&artikel=458973. Läst 16 april 2011.
6. ↑  Sissi Kaiser, skådespelerska, Stockholm, har avlidit i en ålder av 81 år Helsingborgs Dagblad 16 april 2006.
7. ↑  ”Litteraturveckan i P1 – hela programmet 23-29 april! - Litteraturveckan i P1 - Kulturnytt / Litteraturveckan i P1”. Sveriges Radio. http://sverigesradio.se/sida/artikel.aspx?programid=478&artikel=6678559. Läst 25 april 2017.
8. ↑  Heikka, Maria; maria.heikka@sverigesradio.se (22 januari 2024). ”Meänkieli kuuluu P1:an Dagens dikt-ohjelmassa”. Sveriges Radio. https://sverigesradio.se/artikel/meankieli-kuuluu-p1an-dagens-dikt-ohjelmassa. Läst 28 januari 2024.
9. 1 2 3  Carin Ståhlberg (28 oktober 2009). ”Poesi på minuten”. Dagens Nyheter. http://www.dn.se/kultur-noje/film-tv/poesi-pa-minuten/. Läst 3 februari 2017.
10. ↑  Rolf Zandén. ”Dagens dikt 75 år”. Populär Poesi (18). Arkiverad från originalet den 23 april 2018. https://web.archive.org/web/20180423191621/http://www.popularpoesi.se/recensioner/nummer-18/dagens-dikt-75-ar/. Läst 3 februari 2017.